# Гаревац
Гаревац је насељено мјесто у општини Модрича, Република Српска, БиХ. Према прелиминарним подацима пописа становништва 2013. године, у насељеном мјесту Гаревац укупно је пописано 2.993 становника.

## Историја
Први писани спомен мјеста Гаревац или Гарево, како се тад звало, потиче из средине 18. вијека када је извршен попис становништва.

## Становништво
Према попису из 1991. године, мјесто је насељено углавном Хрватима, али се након рата 1992―1995. национални састав драстично промијенио досељавањем избјеглих Срба. Тренутно је однос Срба и Хрвата у мјесту 70%–25%.
| Националност       | 1991.          | 1981.          | 1971.          |
| Хрвати             | 2.304 (82,43%) | 2.277 (82,76%) | 2.023 (98,34%) |
| Срби               | 171 (6,11%)    | 202 (7,34%)    | 21 (1,02%)     |
| Муслимани          | 85 (3,04%)     | 100 (3,63%)    | 5 (0,24%)      |
| Југословени        | 80 (2,86%)     | 47 (1,70%)     | 0              |
| остали и непознато | 155 (5,54%)    | 125 (4,55%)    | 8 (0,39%)      |
| укупно             | 2.795          | 2.751          | 2.057          |

| Демографија | Демографија | Демографија |
| Година      | Становника  | Становника  |
| ----------- | ----------- | ----------- |
| 1948.       | 1.546       |             |
| 1953.       | 1.667       |             |
| 1961.       | 1.716       |             |
| 1971.       | 2.057       |             |
| 1981.       | 2.751       |             |
| 1991.       | 2.777       |             |
| 2013.       | 2.993       |             |